# الشركة الوطنية لتوزيع البترول
الشركة الوطنية لتوزيع البترول هي مؤسسة عمومية تونسية مهمتها تسويق المواد البترولية ومشتقاتها الحاملة للاسم التجاري عجيل. تتكون شبكتها من 220 محطة وقود موزعة على كامل تراب الجمهورية و54 محطة ميناء منتشرة على الشريط الساحلي و6 مستودعات بالمطارات التونسية. يعمل في الشركة 722 عاملا و تضمن حصتها السوقية في توزيع الوقود حصولها على المركز الأول قبل توتال تونس أحد منافسيها الرئيسيين.
بلغ رقم معاملاتها سنة 2018 حوالي 2,035 مليون دينار.

## تاريخ الشركة
- 1960: أسست الشركة الدولية AGIP بتونس من قبل المجمع الإيطالي ENI.
- 1963: اقتنت الدولة التونسية 50% من رأس مال الشركة.
- 1975: اقتنت الدولة التونسية الجزء المتبقي من رأس مال الشركة.
- 1977: تغيير تسمية AGIP ونظامها الأساسي لتصبح الشركة القومية لتوزيع البترول.
- 2000: أصبحت الشركة الوطنية لتوزيع البترول شركة خفية الاسم.

## المدير التنفيذي
- ببية شيحي
- رفعت دخيل
- إبراهيم العجيمي
- محمود الهمامي
- سامي الشريف
- منصف المطوسي
- نبيل صميدة
- غازي الغماري

## اتفاقيات شراكة
وقعت شركة عجيل في 27 فبراير 2020 اتفاقية شراكة مع الممثل الرسمي لشركة ميتسوبيشي في تونس. يندرج تحقيق هذه الشراكة في إطار محاور البداية لتطوير الشركتين. تتعلق هذه الشراكة باستخدام وتوصية زيوت التشحيم والوقود من عجيل.

## مؤشرات النشاط
ارتفع حجم المبيعات بنسبة 8.4٪ بين عامي 2016 و 2017 من 1.34 إلى 1.36 مليون طن. أدى هذا الأداء إلى زيادة حصة الشركة في السوق بنسبة + 0.5٪ لتصل إلى 38.2٪ من إجمالي مبيعات سوق المنتجات البترولية الوطنية. كانت الزيادة في حجم المبيعات من خلال محطات الخدمة + 9.5٪ بمثابة رافعة لنمو النشاط العام في عام 2017. وصلت القوى العاملة في عجيل إلى 1134 موظفًا في عام 2017 ، مما يعكس انكماشًا طفيفًا بنسبة 1.5٪ مقارنة بعام 2016. وينبغي الحفاظ على هذا الانخفاض الطفيف للوصول إلى 1105 موظفين في 2018.
بلغت النتيجة المحاسبية لشركة عجيل 9.3 مليون دينار في عام 2018، بفائض قدره 5 ملايين مقارنة بعام 2017.

## وصلة خارجية
- موقع الشركة